# Reef Point
Reef Point är en udde i Sydgeorgien och Sydsandwichöarna (Storbritannien). Den ligger i den sydöstra delen av Sydgeorgien och Sydsandwichöarna. Reef Point ligger på ön Southern Thule.
Terrängen inåt land är bergig åt nordost, men åt nordväst är den kuperad.  Det finns inga samhällen i närheten. 